# Generalens dotter
Generalens dotter är en amerikansk film från 1999 i regi av Simon West.

## Handling
CID-agenten Paul Brenner jobbar undercover som sergeant Frank White för att gripa en vapensmugglare på en armébas någonstans i den Djupa Södern. När detta jobb är slutfört våldtas kapten Elizabeth Campbell, dotter till den kände krigshjälten generallöjtnant Joseph Campbell, och påträffas fastspikad naken på marken. Brenner och kollegan Sara Sunhill vill göra allt för att utreda våldtäkten, men det är inte så lätt eftersom officerarna inte vill berätta något.
Spåren leder vidare till en händelse under kapten Campbells tid som kadett vid United States Military Academy vid West Point som avslöjar en mörk sanning.

## Rollista (i urval)
- John Travolta – warrant officer Paul Brenner/sergeant Frank White
- Madeleine Stowe – warrant officer Sara Sunhill
- James Cromwell – generallöjtnant Joseph Campbell
- Timothy Hutton – överste William Kent, militärpolis
- Leslie Stefanson – kapten Elisabeth Campbell
- Daniel von Bargen – polischef Yardley
- Clarence Williams III – överste George Fowler
- James Woods – överste Robert Moore
- Rick Dial – Cal Seiver

## Om filmen
Filmen är baserad på Nelson DeMilles bok med samma namn.